# Unnur Birna Vilhjálmsdóttir
Unnur Birna Vilhjálmsdóttir, född 25 maj 1984 i Reykjavik, Island, är en isländsk fotomodell och polis. Hon kröntes den 10 december 2005 till Miss World, som arrangerades i Sanya i Kina.
Unnur är den tredje Miss World från Island, de två föregångarna är Linda Pétursdóttir (1988) och Hólmfríður Karlsdóttir (1985).
Hennes mor, Unnur Steinsson, vann Ungfrú Ísland 1983, motsvarigheten till Fröken Sverige. Steinsson slutade på fjärde plats i Miss World 1983, som avgjordes i London. Under tävlingen var hon gravid i tredje månaden, vilket helt stred mot reglerna och kunde ha slutat med diskvalifikation, men detta blev inte känt förrän efter tävlingen. 